# 阿克里隱帶麗魚
阿克里隱帶麗魚，為輻鰭魚綱鱸形目隆頭魚亞目慈鯛科的其中一種，分布於南美洲秘魯Acre河流域，生活在溪流底部，生活習性不明。

## 擴展閱讀
維基物種上的相關：阿克里隱帶麗魚